# Gunnar Artéus
Hans Gunnar Artéus, född 3 april 1941 i Södra Råda församling, Skaraborgs län, är professor emeritus i historia, särskilt militärhistoria, och lyriker. 

## Vetenskap
Gunnar Artéus har tjänstgjort vid Försvarshögskolan samt Göteborgs, Lunds och Stockholms universitet. Hans främsta intressefält som forskare är 1700-talets sociala, kulturella och militära historia samt personhistoria, historieteori och säkerhetspolitik.  
Åren 1967–1969 var han ordförande för SACO:s Yngreråd, numera Saco studentråd.  

## Författarskap
Artéus har givit ut diktsamlingarna Trösta dig, syster ¨(1989), Lejon och bispringare (1999), Romanser i rött och vitt (2002) och Romanser. Lyrik i urval (2014) samt teaterpjäsen Vänner och älskande (2010). Vidare har han författat essäböckerna Intressanta "mindre" poeter (2014), När poeter blir gamla (2014), Soldater och poeter (2016) och Glimtar av människoliv (2017). Han har även översatt lyrik av Emily Dickinson, W B Yeats, Rainer Maria Rilke och W H Auden.

## Ledamotskap
- Artéus är ledamot av Kungl Krigsvetenskapsakademien[2]